# Luciogobius opisthoproctus
Luciogobius opisthoproctus — вид прісноводних бичкоподібних риб родини оксудеркових (Oxudercidae). Описаний у 2024 році.

## Назва
Видова назва opisthoproctus походить від грецьких слів opisthe (позаду) і proktos (задній прохід), і вказує на те що анальний отвір розташований далі ззаду, ніж в інших видів.

## Поширення
Ендемік Тайваню. Описаний на основі 18 зразків, зібраних у струмках Дасі (повіт Їлань) і Бабіан (повіт Тайдун).